# 이노티아 연대기 3: 카니아의 아이들
이노티아 연대기 3: 카니아의 아이들(영어: The Chronicles of Inotia 3: Children of Carnia)은 컴투스가 개발한 모바일용 RPG 게임이다. 이노티아 연대기의 3번째 시리즈이다. 이전 시리즈의 안드로이드 버전을 발매하지 않은 한국어 컴투스 홈페이지에서는 아이폰 게임으로는 3으로, 안드로이드 게임으로는 2로 표시하고 있다.